# Brachypremna nigrofemorata
Brachypremna nigrofemorata är en tvåvingeart som beskrevs av Alexander 1937. Brachypremna nigrofemorata ingår i släktet Brachypremna och familjen storharkrankar. Inga underarter finns listade i Catalogue of Life.